# Печь (горное дело)
Печь — наклонная подземная горная выработка, пройденная по пласту и предназначенная для транспортирования угля, грузов, проветривания, передвижения людей и т. д. Печь, проводимую по полезному ископаемому между откаточным и вентиляционным штреками для подготовки очистной выработки, называют разрезной.